# Lista de templos religiosos designados Patrimônio Mundial da UNESCO
A Lista do Patrimônio/Património Mundial divulgada pela Organização das Nações Unidas para a Educação, a Ciência e a Cultura (UNESCO) através do Centro do Patrimônio Mundial é composta por um total de 1.233 sítios (à data de julho de 2020) distribuídos em 167 países (os chamados "Estados-parte") dentre os 192 países signatários da Convenção para a Proteção do Patrimônio Mundial, Cultural e Natural. O documento, promulgado na conclusão da Conferência Geral da Organização das Nações Unidas para a Educação, a Ciência e a Cultura em 16 de novembro de 1972, estabeleceu em seu texto a criação do Comité do Patrimônio Mundial visando exclusivamente "mapear, reconhecer e divulgar sítios que, por sua excepcional importância, são considerados patrimônios da humanidade". Dos vários sítios listados pela UNESCO, diversos deles constituem monumentos, templos ou locais de peregrinação para diversas religiões. 
Desde o início de seu programa de pesquisa e designação dos sítios de relevância para a cultura mundial, o Comité do Património Mundial já designou diversos bens culturais e naturais que sejam simultaneamente locais de culto das mais variadas correntes religiosas, sendo templos em atividade ou até mesmo regiões inteiras de interesse de determina crença ou grupo religioso. Por exemplo, o primeiro sítio designado da região Europa e América do Norte, a Catedral de Aachen, é um dos principais templos católicos da Alemanha ainda em plena atividade. Da mesma maneira que a totalidade da Cidade do Vaticano, sede mundial da Igreja Católica Romana e que abriga diversos edifícios de suma relevância para a história desta religião, está incluída no sítio Centro Histórico de Roma.

## Templos declarados Patrimônio Mundial

### Budismo
| Sítio | Sítio                                   | País      | Religião | Dados UNESCO                               |
| ----- | --------------------------------------- | --------- | -------- | ------------------------------------------ |
|       | Complexo de Borobudur                   | Indonésia | Budismo  | 592; 1991; Cultural: i, ii, vi             |
|       | Monumentos Budistas na Área de Hōryū-ji | Japão     | Budismo  | 660; 1993; Cultural: (i), (ii), (iv), (vi) |
|       | Angkor Wat                              | Camboja   | Budismo  | 668; 1992; Cultural: i, ii, iii, iv        |

### Cristianismo
| Sítio | Sítio                                | País            | Religião                        | Dados UNESCO                               |
| ----- | ------------------------------------ | --------------- | ------------------------------- | ------------------------------------------ |
|       | Catedral de Aachen                   | Alemanha        | Igreja Católica                 | 3; 1978; Cultural: i, ii, iv, vi           |
|       | Catedral de Chartres                 | França          | Igreja Católica                 | 81; 1979; Cultural: i, ii, iv              |
|       | Basílica de São Paulo Extramuros     | Itália          | Igreja Católica                 | 91; 1980; Cultural: i, ii, iii, iv, vi     |
|       | Santa Maria delle Grazie             | Igreja Católica | Itália                          | 93; 1980; Cultural: i, ii                  |
|       | Igreja do Santo Sepulcro             | Jerusalém       | Igreja Católica/Igreja Ortodoxa | 148; 1981; Cultural: ii, iii, vi           |
|       | Catedral de Amiens                   | França          | Igreja Católica                 | 162; 1981; Cultural: i, ii                 |
|       | Abadia de Saint-Savin-sur-Gartempe   | França          | Igreja Católica                 | 230; 1983; Cultural: (i), (iii)            |
|       | Basílica de São Pedro                | Vaticano        | Igreja Católica                 | 286; 1984; Cultural: i, ii, iv, vi         |
|       | Santuário do Bom Jesus de Matosinhos | Brasil          | Igreja Católica                 | 334; 1985; Cultural: i, iv                 |
|       | Catedral de Durham                   | Reino Unido     | Igreja de Inglaterra            | 370; 1986; Cultural: ii, iv, vi            |
|       | Mosteiro de Studenica                | Sérvia          | Igreja Ortodoxa Sérvia          | 389; 1986; Cultural: i, ii, iv, vi         |
|       | Abadia de Westminster                | Reino Unido     | Igreja de Inglaterra            | 426; 1987; Cultural: i, ii, iv             |
|       | Catedral Metropolitana de Brasília   | Brasil          | Igreja Católica                 | 445; 1987; Cultural: i, iv                 |
|       | Catedral da Cantuária                | Reino Unido     | Igreja de Inglaterra            | 496; 1988; Cultural: i, ii, vi             |
|       | Abadia de Lorsch                     | Alemanha        | Igreja Católica                 | 515; 1991; Cultural: (iii), (iv)           |
|       | Catedral de Roskilde                 | Dinamarca       | Igreja da Dinamarca             | 695; 1995; Cultural: ii, iv                |
|       | Basílica de São Francisco de Assis   | Itália          | Igreja Católica                 | 990; 2000; Cultural: i, ii, iii, iv, vi    |
|       | Convento Beneditino de São João      | Suíça           | Igreja Católica                 | 269; 1983; Cultural: iii                   |
|       | Catedral de Bourges                  | França          | Igreja Católica                 | 635; 1992; Cultural: i, iv                 |
|       | Catedral de Burgos                   | Espanha         | Igreja Católica                 | 316; 1984; Cultural: ii, iv, vi            |
|       | Catedral de Sevilha                  | Espanha         | Igreja Católica                 | 383bis-001; 1987; Cultural: i, ii, iii, vi |
|       | Igreja Antiga de Petäjävesi          | Finlândia       | Igreja da Finlândia             | 584; 1994; Cultural: (iv)                  |
|       | Catedral de Reims                    | França          | Igreja Católica                 | 601-001; 1991; Cultural: i, ii, vi         |
|       | Mosteiro de Guelati                  | Geórgia         | Igreja Ortodoxa                 | 710; 1994; Cultural: iv                    |
|       | Igreja de Nederluleå                 | Suécia          | Igreja Luterana                 | 762; 1996; Cultural: (ii), (iv), (v)       |
|       | Catedral de Módena                   | Itália          | Igreja Católica                 | 827; 1997; Cultural: i, ii, iii, vi        |
|       | Mosteiro de São João, o Teólogo      | Grécia          | Igreja Ortodoxa Grega           | 942; 1999; Cultural: (iii)(iv)(vi)         |
|       | Igrejas de Chiloé                    | Chile           | Igreja Católica                 | 971; 2000; Cultural: ii, iii               |
|       | Igreja e Convento de São Francisco   | Brasil          | Igreja Católica                 | 1272; 2010; Cultural: ii, iv               |
|       | Santuário do Bom Jesus do Monte      | Portugal        | Igreja Católica                 | 1590; 2019; Cultural: iv                   |

### Islamismo
| Sítio                        | Sítio                                 | País       | Religião | Dados UNESCO                             |
| ---------------------------- | ------------------------------------- | ---------- | -------- | ---------------------------------------- |
|                              | Cúpula da Rocha                       | Jerusalém  | Islão    | 148; 1981; Cultural: ii, iii, vi         |
|                              | Mesquita de Al-Aqsa                   | Jerusalém  | Islão    | 148; 1981; Cultural: ii, iii, vi         |
|                              | Grande Mesquita de Ispaã              | Irão       | Islão    | 1397; 2012; Cultural: ii                 |
|                              | Mesquita de Selim                     | Turquia    | Islão    | 1366; 2011; Cultural: i, iv              |
| Ficheiro:????????? ?????.jpg | Cidade-mesquita histórica de Bagerhat | Bangladesh | Islão    | 321; 1985; Cultural: iv                  |
|                              | Grande Mesquita de Samarra            | Iraque     | Islão    | 276; 2007; Cultural: ii, iii, iv         |
|                              | Grande Mesquita de Cairuão            | Tunísia    | Islão    | 499; 1988; Cultural: (i)(ii)(iii)(v)(vi) |
|                              | Grande Mesquita de Djenné             | Mali       | Islão    | 116; 1988; Cultural: (iii)(iv)           |

### Religiões locais
| Sítio | Sítio                                                | País          | Religião      | Dados UNESCO                         |
| ----- | ---------------------------------------------------- | ------------- | ------------- | ------------------------------------ |
|       | Templo de Confúcio                                   | China         | Confucionismo | 704; 1994; Cultural: (i), (iv), (vi) |
|       | Santuário de Chongmyo                                | Coreia do Sul | Confucionismo | 738; 1995; Cultural: (iv)            |
|       | Templo do Céu                                        | China         | Shenismo      | 881; 1998; Cultural: i, ii, iii      |
|       | Santuários e Templos de Nikko                        | Japão         | Xintoísmo     | 913; 1999; Cultural: (i), (iv), (vi) |
|       | Lugares Santos Bahá’is em Haifa e Galileia Ocidental | Israel        | Fé Bahá'í     | 1220; 2008; Cultural: iii, vi        |